# Voor wie anders
Voor wie anders is een studioalbum van Herman van Veen, verschenen in 1993. Het album werd opgenomen in diverse studio’s in Nederland, Duitsland en Frankrijk. Van de cd werden de twee nummers Leugens en Als je komt op single uitgebracht.

## Nummers
| 1.                 | Leugens                                                                                              | Evert Verhees, Arnould Massart, Daria de Martynoff                                                | 4:19 |
| 2.                 | Om wat applaus                                                                                       | Nard Reijnders, Erik van der Wurff, Thomas Woitkewitsch, Herman van Veen                          | 4:27 |
| 3.                 | Grand Hotel Deutschland                                                                              | Herman van Veen, Nard Reijnders, Erik van der Wurff                                               | 7:04 |
| 4.                 | Een foto                                                                                             | Herman van Veen, Erik van der Wurff, Willem Wilmink                                               | 3:50 |
| 5.                 | Wat je liever maar vergeet                                                                           | Herman van Veen, Erik van der Wurff, Nard Reijnders, Hanneke Holzhaus                             | 6:26 |
| 6.                 | Ninna Bobo                                                                                           | Herman van Veen, Erik van der Wurff, Hanneke Holzhaus                                             | 3:43 |
| 7.                 | Gemengde gevoelens (Bestaande uit: Gemengde gevoelens (2:46), Pie Jesu (0:33), Dikkertje Dap (0:43)) | Erik van der Wurff, Nard Reijnders, Herman van Veen, Gabriel Fauré, Paul Christiaan van Westering | 4:02 |
| 8.                 | Guigui                                                                                               | Michel Jonasz, Erik van der Wurff, Herman van Veen                                                | 4:09 |
| 9.                 | Ben                                                                                                  | Herman van Veen, Erik van der Wurff, Nard Reijnders, Theo Olthuis                                 | 3:12 |
| 10.                | Komt vrienden (Bestaande uit: Komt vrienden (1:02), Ik wou (2:26), Komt vrienden (0:22))             | Traditioneel, Nard Reijnders, Herman van Veen, Erik van der Wurff, Hanneke Holzhaus               | 3:50 |
| 11.                | Als je komt (Bestaande uit: Als je komt (3:25), En dan (2:24))                                       | Heiner Lürig, Heinz Rudolf Kunze, Herman van Veen, Nard Reijnders                                 | 5:49 |
| Totale duur: 50:57 | |                                                                                                   |      |

## Muzikanten
De credits op de oorspronkelijke cd vermeldden:
- Thomas Bauer - elektrisch piano
- Jacco Boganen - percussie
- Lex Bolderdijk - gitaar
- Edwin Corzilius - contrabas
- Jan Hollestelle - basgitaar, contrabas
- Martin Huch - steelgitaar
- Cees Hülsmann - viool
- Josed Kappl - basgitaar
- Johan Kracht - dirigent (Concertgebouw Kamerorkest)
- Miranda van Kralingen - sopraan zang
- Heinz Rudolf Kunze - gitaar
- Edith Leerkes - akoestisch gitaar
- Basile Leroux - gitaar
- Heiner Lürig - gitaar
- Peter Miklis - drums
- Lisa Schulte Nordholt - achtergrond zang
- Nard Reijnders - saxofoon, klarinet, basklarinet, accordeon
- Hans Vader - cello
- Herman van Veen - viool, zang
- Evert Verhees - bas, piano, synthesizer
- Graham Ward - drums
- Erik van der Wurff - piano, synthesizer
- Joke Schonewille - harp
- Peter Tiehuis - gitaar

- Concertgebouw Kamerorkest - orkest
- Lajos Horvath - Zigeunerorkest
- Vokaal Herenkwintet Intermezzo - herenkwintet